# Eric Silver
Eric Silver é um cantor, músico multi-instrumentista, compositor e produtor musical estadunidense, radicado no Brasil.
Ele já trabalhou como compositor, músico e produtor de artistas como Dixie Chicks, Shania Twain, Cindy Lauper, Deborah Blando, Donna Summer, Keith Urban e outros. Dixie Chicks, por exemplo, gravou a música "Without You" de sua autoria e conquistou o 1º lugar nas paradas de sucesso da Billboard em 2001. Já em sua parceria com Shania Twain, Eric tocou bandolim no álbum Come On Over, um dos álbuns mais vendidos dos anos 90.
Suas composições já lhe renderam 5 prêmios ASCAP, como o conquistado em 1994 pela música “This Romeo Ain't Got Juliet Yet”, gravada por Diamond Rio, e 1 prêmio SOCAN.
Desde 2007, Silver é o compositor norte-americano mais gravado no Brasil, com mais de 60 músicas gravadas por artistas brasileiros.
Em 2015 ele gravou o disco Bridges, Friends and Brothers, no qual ele gravou canções clássicas do cancioneiro sertanejo brasileiro em inglês. Neste álbum, ele contou com as participações especiais de Paula Fernandes, Renato Teixeira, Sérgio Reis, Almir Sater e Sérgio Britto.

## Discografia
- 2012 - When You're Here
- 2015 - Bridges, Friends and Brothers

### Participações em Outros Álbuns
- 1997 - Shania Twain: Come on Over - mandolim em todo o álbum
- 2008 - Túlio Dek: O Que Se Leva da Vida É a Vida Que Se Leva - Vocais na faixa "O Sol"
- 2009 - Titãs: Sacos Plásticos - Arranjos de cordas, violinos e violas nas faixas 4 (Porque Eu Sei que É Amor), 8 (Deixa eu Sangrar) e 11 (Quem Vai Salvar Você do Mundo?).
- 2010 - NX Zero: Projeto Paralelo - Vocais na faixa "A Minha Fé" e "A Melhor Parte de Mim 0.2"
- 2019 -  Deborah Blando : Heart of Gold - Vocais e Composição na sinfonia You Did

### Composições de Sucesso
- Dixie Chicks - Without You (#1 Single)
- Deborah Blando - You Did
- Diamond Rio - This Romeo Ain't Got Juliet Yet (Top 10 Single)
- Shannon Noll - In Pieces (Top 10 Single)
- NX Zero - A Melhor Parte De Mim .02 (composição e produção)
- Ryan Laird - I'm Your Man (Top 10 Single) (produtor)
- Michelle Wright - "I Surrender" (Top 5 Single) e "I Will Be There" (Top 20 Single)
- Nathalia Siqueira - Você Me Ensinou Amor (Top 10 Single)

## Prêmios e indicações
| Ano  | Prêmio                     | Categoria        | Indicação                       | Resultado | Ref.  |
| ---- | -------------------------- | ---------------- | ------------------------------- | --------- | ----- |
| 1992 | ASCAP Country Music Awards | Song of The Year | This Romeo Ain't Got Juliet Yet | Venceu    | [ 5 ] |